# Victoria Jamieson

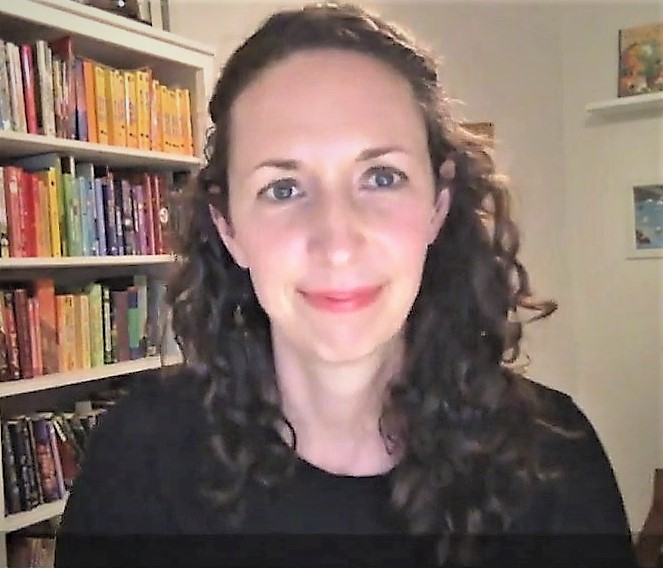
Jamieson a ler para a National Book Foundation, em 2020

Victoria Jamieson é uma autora e ilustradora americana de livros infantis, conhecida por Roller Girl (2015), um romance gráfico sobre roller derby.
When Stars Are Scattered, em co-autoria com Omar Mohamed, foi finalista do National Book Award de 2020 para literatura jovem.